# Xiula
Xiula és un grup d'animació musical de Barcelona compost de dos músics i dos educadors socials que han revolucionat l'animació infantil gràcies a cançons que beuen de ritmes actuals com hip-hop, el reggae, la rumba catalana, el dubstep o el pop-rock. Són coneguts per crear música per a infants i joves que combina sons adults i lletres reivindicatives per al públic infantil.
La cançó «Verdura i peix» del seu primer àlbum Donem-li una volta al món és el seu tema més conegut. És un rap que el 2017 ja sumava més de 150.000 reproduccions a Youtube. El mateix any van ser un dels quatre nomenats del Premi Arc a la «Millor gira d'artista o grup musical adaptada a públic familiar o infantil».
El 2018 va tornar amb el seu tercer àlbum Dintríssim, acompanyat amb el senzill del mateix nom. El tema d'aquesta cançó va elaborar una expedició fins a l'interior del cos humà. El disc Descontrol mparental, publicat el novembre de 2020, gira al voltant de què els passa als adults quan arriben els fills.
Els darrers anys han creat cançons acompanyades de videoclips per tractar temes com l'assetjament escolar, els desnonaments o l'abús sexual infantil.

## Discografia
- Donem-li una volta al món (2014)[12]
- 5.472 M (2016)[13]
- Dintríssim (2018)
- Cuarto lagarto (2019)
- Descontrol mparental (2020)